# Guavaberry
Myrciara floribunda, Guaveberry, Merisier-cerise
Espèce
Classification phylogénétique
Taxons de rang inférieur
- Voir le texte

Le guavaberry ou rumberry (Myrciaria floribunda) est une espèce de plantes à fleurs de la famille des Myrtaceae. La plante produit une baie des caraïbes et également une liqueur de l’île de Saint-Martin produite à partir de ce fruit. Elle est appelée guavaberry, mirto ou murta à Puerto Rico ; guaveberry à Saint-Martin et Saint-Eustache ; guayabillo au Guatemala ; coco-carette, merisier-cerise, ou bois de basse batard en Guadeloupe et en Martinique ; cabo de chivo au Salvador ; escobillo au Nicaragua ; mije ou mije colorado à Cuba ; mijo dans la république dominicaine ; bois mulatre à Haïti ; roode bosch guave, saitjaberan, ou kakrioe hariraroe tataroe au Suriname. Au Venezuela les noms guayabito et guayabillo blanco sont aussi utilisés pour les espèces proches, M. caurensis Steyerm et d'autres plantes.

## Plante

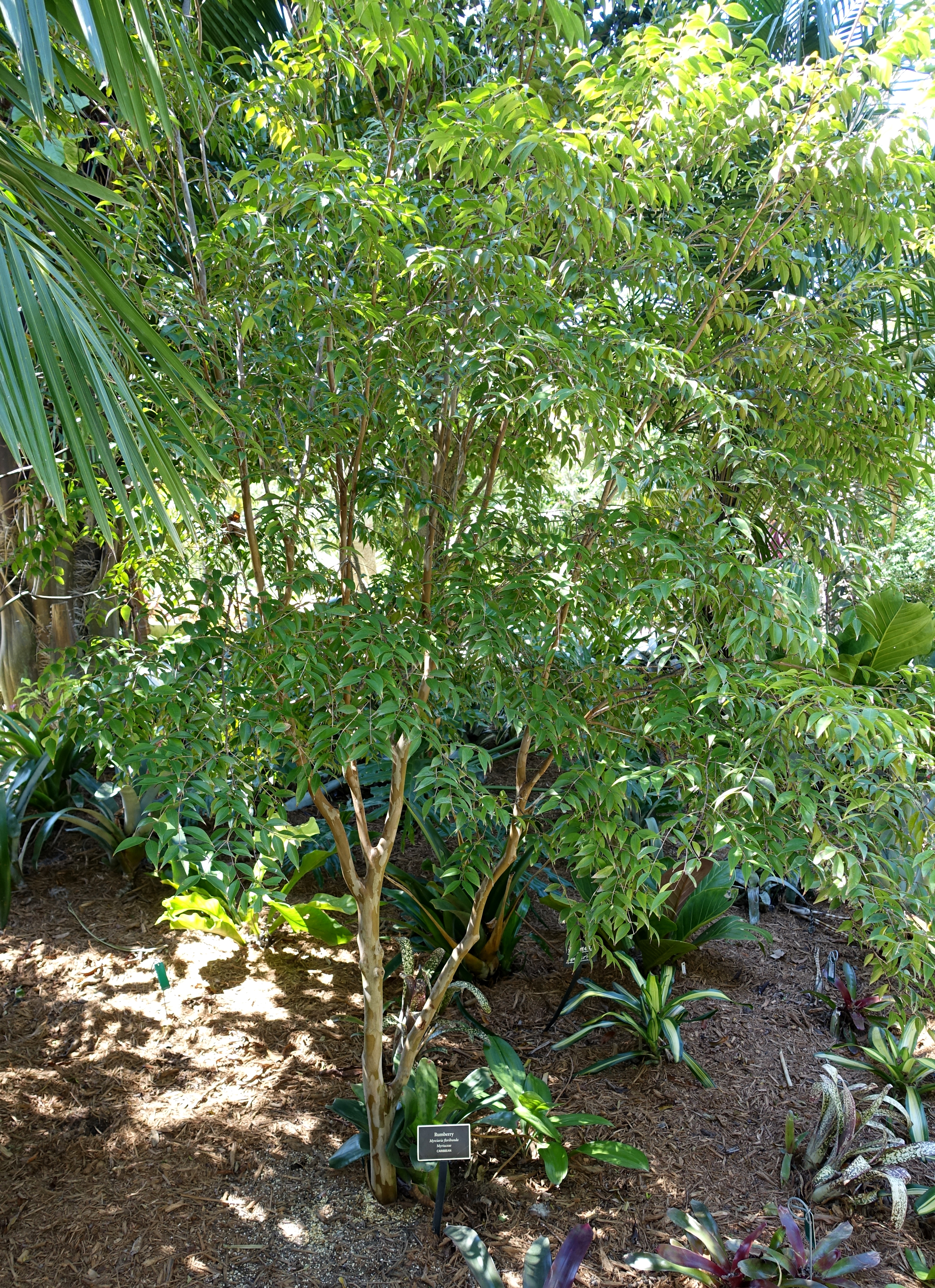
Myrciaria floribunda au Naples Botanical Garden à Naples, en Floride.

C'est un arbre pouvant atteindre de 12 à 20 mètres de haut. IL pousse lentement.

## Liqueur

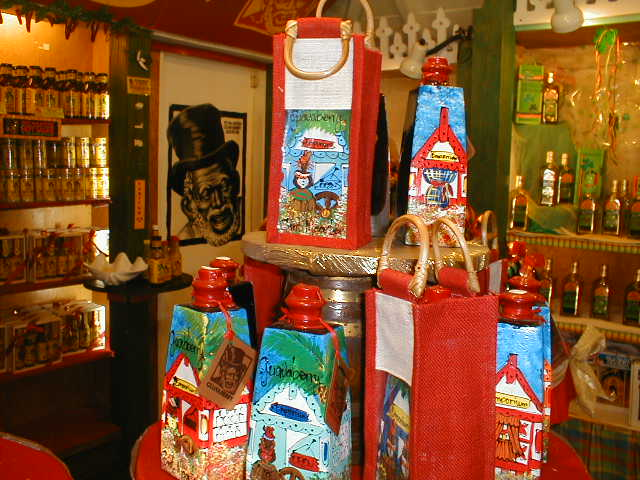
Guavaberry Emporium à Saint-Martin.

La guavaberry rhum est, depuis plusieurs décennies, une liqueur traditionnelle de Saint-Martin produite à partir de rhum vieilli en fûts de chêne, de sucre de canne et de guavaberries sauvages récoltées sur les collines du centre de l'île
Elle est bue traditionnellement pendant la période de Noël.